# القمة الخليجية البريطانية 2016
القمة الخليجية البريطانية 2016 ، هي قمة بين دول مجلس التعاون الخليجي وبريطانيا وعقدت القمة في يوم الأربعاء 7 ديسمبر 2016 في منطقة الصخير بمملكة البحرين على هامش القمة الخليجية السنوية في دورتها ال37 وخلال الزيارة الرسمية لرئيسة وزراء بريطانيا تيريزا ماي إلى مملكة البحرين وعقدت القمة برئاسة صاحب الجلالة الملك حمد بن عيسى ال خليفة ملك مملكة البحرين وبمشاركة رئيسة وزراء بريطانيا تيريزا ماي.  

## المشاركين

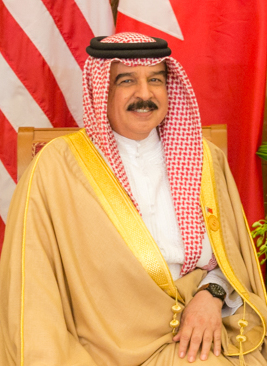
البحرين صاحب الجلالة الملك حمد بن عيسى آل خليفة ملك مملكة البحرين (رئيس الاجتماع)
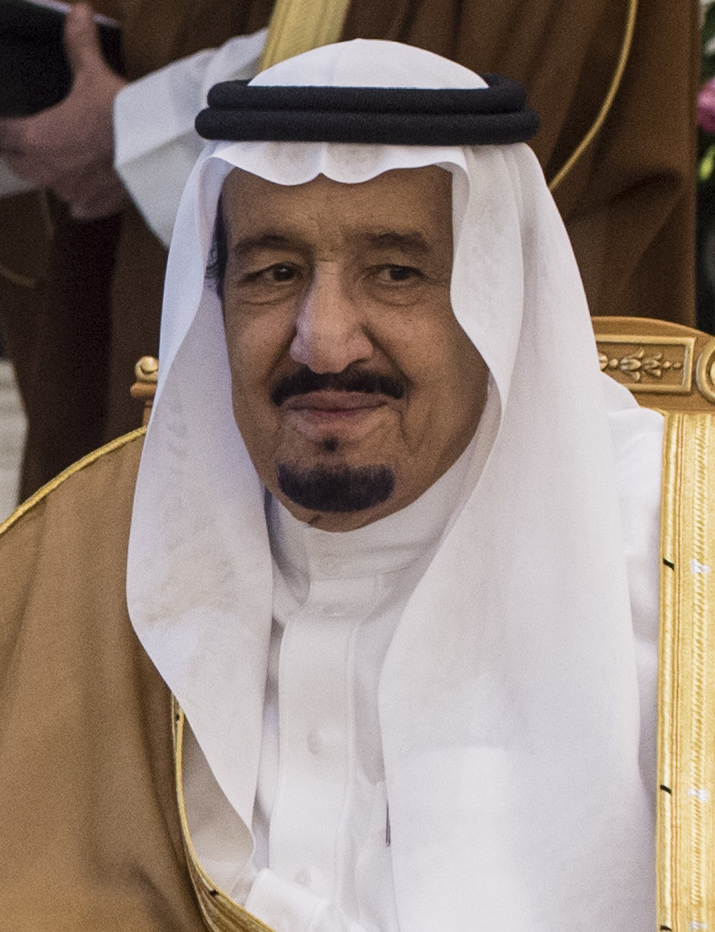
السعودية خادم الحرمين الشريفين الملك سلمان بن عبد العزيز آل سعود ملك المملكة العربية السعودية
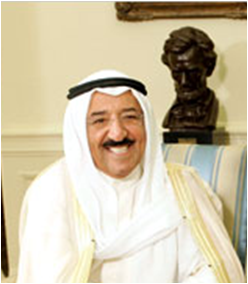
الكويت صاحب السمو الشيخ صباح الأحمد الجابر الصباح أمير دولة الكويت
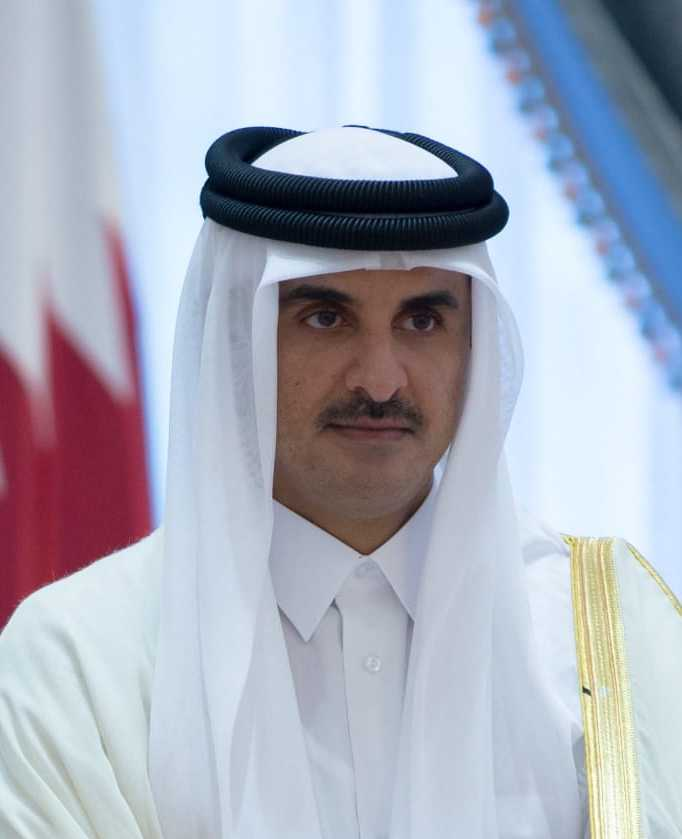
قطر صاحب السمو الشيخ تميم بن حمد آل ثاني أمير دولة قطر
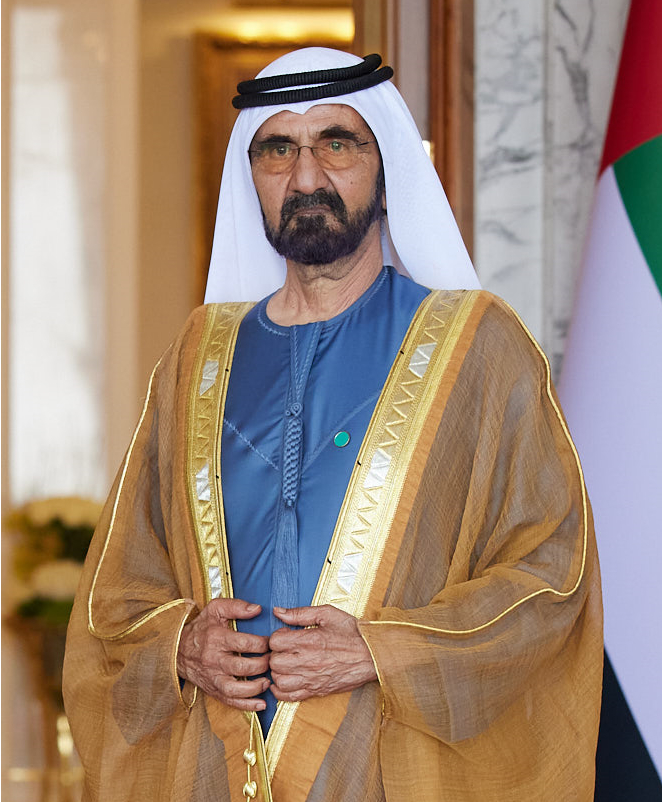
الإمارات العربية المتحدة صاحب السمو الشيح محمد بن راشد آل مكتوم نائب رئيس الدولة رئيس مجلس الوزراء حاكم دبي
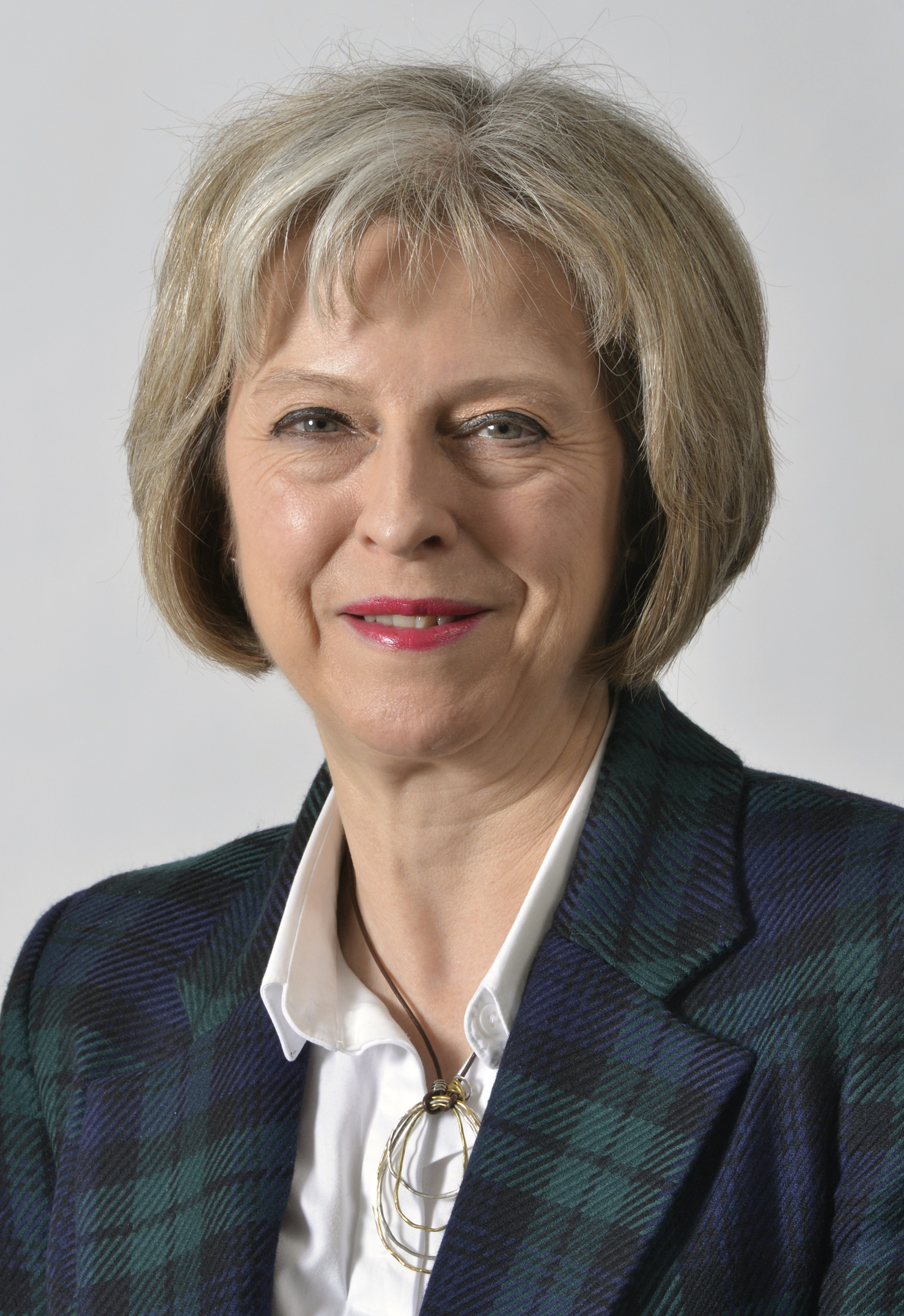
المملكة المتحدة معالي السيدة تيريزا ماي رئيسة وزراء المملكة المتحدة
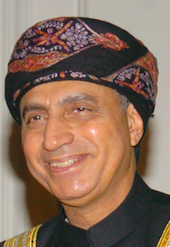
عُمان صاحب السمو السيد فهد بن محمود آل سعيد نائب رئيس الوزراء لشؤون مجلس الوزراء
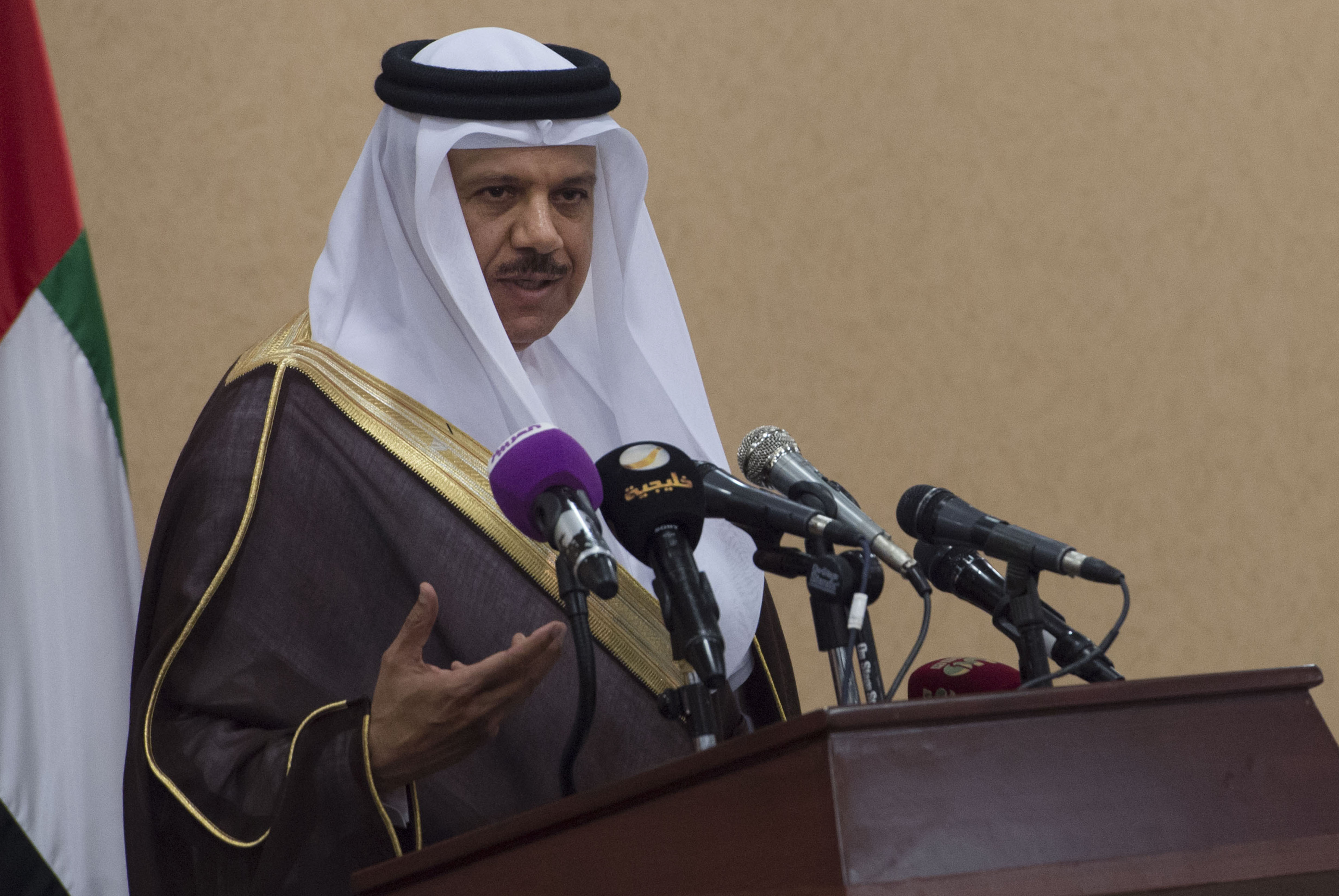
مجلس التعاون الخليجي معالي الدكتور عبداللطيف بن راشد الزياني أمين عام مجلس التعاون لدول الخليج العربية